# Gonomyia (Leiponeura) pentacantha
Gonomyia (Leiponeura) pentacantha is een tweevleugelige uit de familie steltmuggen (Limoniidae). De soort komt voor in het Oriëntaals gebied.